# 청두 J-10
청두 J-10(중국어歼十, Jian-10)은 중화인민공화국의 다목적 전투기이다. 중국 공군의 차세대 주력 전투기인 선양 J-11(Su-27의 중국판)이 고가이기 때문에, 이의 보조용으로 배치되고 있다. 청두 항공 공업사가 제작하고 있으며, 2008년부터 배치되기 시작하였다. 중국 관영 인민일보는 F-16(19톤), 미라주 2000(17톤), Su-27(30톤)과 비교하여 보도했다.

## 비교
전 세계에 삼각날개(델타윙) 전투기로 유명한 것은 프랑스의 미라주 시리즈다. 1956년 미라주 3 이후, 프랑스는 줄곧 삼각날개를 특징으로 하는 미라주 전투기만을 자국 공군의 주력기로 사용해 왔으며, 30여개국에 수출에 성공, 미국과 소련을 제외하면, 유일하다시피 한 전투기 수출 성공 국가였다. 2011년에도, 프랑스 공군은 단발인 미라주 2000과 쌍발인 라팔을 주력 전투기로 사용하고 있다.
현재 유로파이터와 라팔은, 최초로 2개의 엔진을 장착한 델타윙 전투기이다. 유로파이터는 프랑스가 참여해 개발했으나, 프랑스제 엔진 사용에 반대하는 등, 이후의 분쟁으로, 프랑스가 탈퇴, 라팔을 만들었다. 프랑스는 라팔 이전에도, 미라주 4000이라는 쌍발 델타윙 전투기를 개발한 적이 있으나, 쌍발 델타윙 전투기의 실전배치는 라팔이 처음이다.
중국의 J-10은 최대이륙중량 19톤, 추력 2만파운드 엔진 1개를 사용하는 점이 F-16과 동일하다. 삼각날개를 사용하며, 카나드가 있고, 최대이륙중량 19톤, 추력 2만파운드 엔진 1개를 사용하는 점에서는 이스라엘의 IAI 라비와 동일하다.
최초의 미라주기인 미라주 3부터 수입해 온 이스라엘은 프랑스의 미라주 기술을 도입하여 IAI 크피르 IAI 네세르 등을 생산하여 사용했다. 그 후 미라주의 삼각날개 전투기 기술과 미국의 F-16 기술을 접합하여, F-16과 최대이륙중량과 엔진이 동일한 IAI 라비를 개발했다. 1986년 12월 31일 초도비행을 하였으나, 양산은 미국의 압력하에, 취소되었다.
중국에 무기를 수출해 온 이스라엘이, 라비를 수출한 것인지는 알려진 바 없으나, 1) 카나드 2) 삼각날개 3) 2만파운드 엔진 1개 4) 19톤의 최대이륙중량의 면에서, 라비와 J-10은 매우 닮았다. J-10의 공대공 미사일인 PL-8, PL-9는 이스라엘 IAI사의 파이톤 3의 기술이다.
반면에, 프랑스의 단발 미라주의 최신형인 미라주 2000은 카나드가 없으며, 엔진 추력도 2만파운드 보다 적고, 최대이륙중량 17톤이다. 2011년 리비아 사태에서. 아르마탕 작전을 통해, 2인승 미라주 2000은 서울에서 홍콩까지의 거리인 2,000 km 떨어진 곳의 공습작전에 참여했다. 공중급유기와 조기경보기의 지원을 받았다.

## 파생형

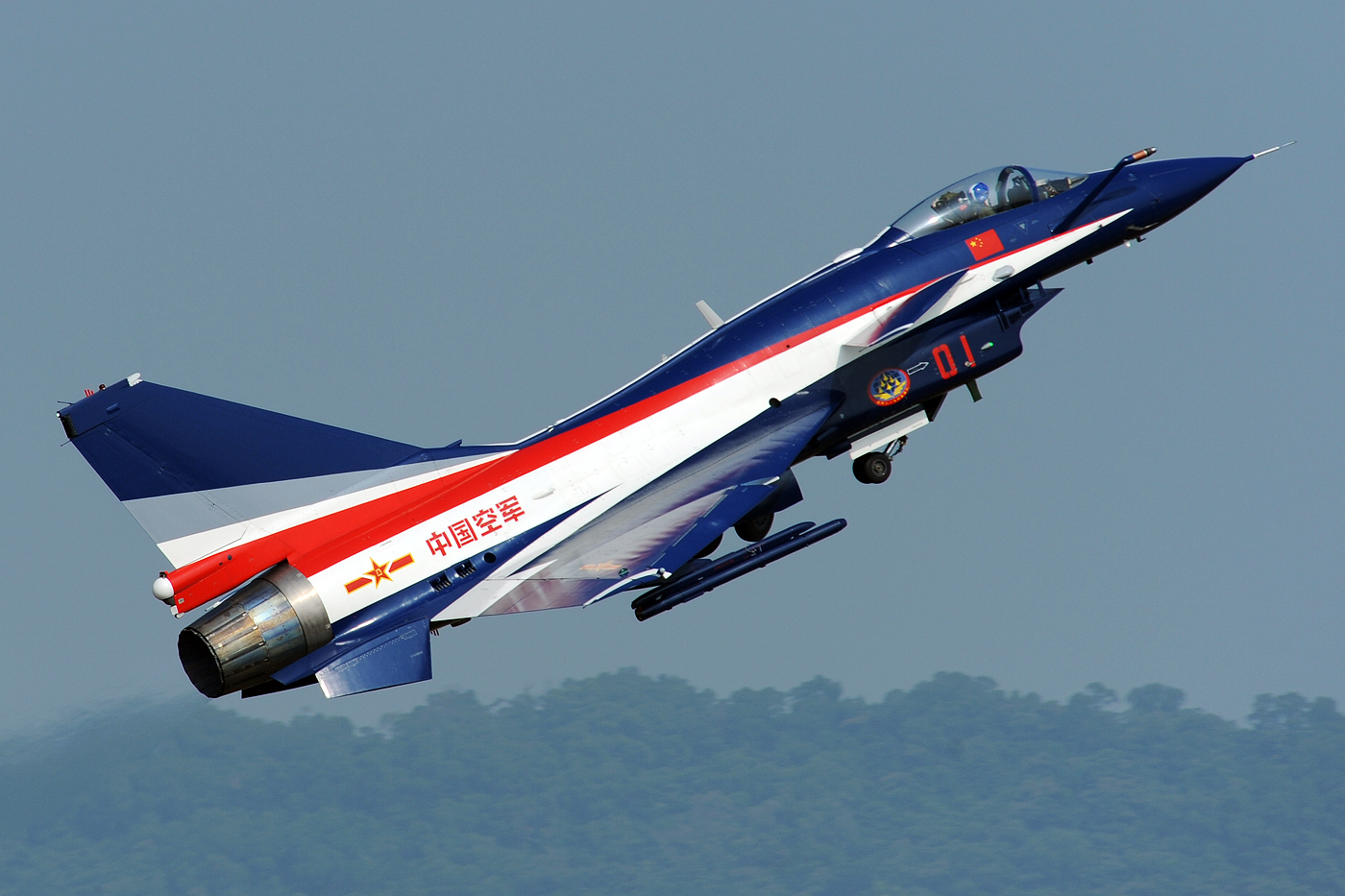
J-10AY of the August 1st aerobatics team

- J-10A: 1인승 다목적 전투기. 수출형은 FC-20.
- J-10B:J-10A의 업그레이드 버전이다. J-10A와 외관상변화는 DSI 공기흡입구,조정실앞 광전조준장치 설치,기수 레이다노스콘이 납작하게 설계되여있다.처음엔 "Super-10"라고 불렸다. 러시아 AL-31FN M1엔진을 사용한다. 2011년 7월 중국산 WS-10A 엔진을 사용하기도 했지만, 초기 버전에는 채택되지 않았다. 2008년 12월 이후에나 초도비행.2013년부터 50여대 생산배치되었다.
- J-10S: 2인승J-10A/B훈련용.

## 사용국
중화인민공화국 - 264대
- 중국 공군: 240+ (2014년)
- 중국 해군: 24+ (2014년)

## PL-12
J-10의 가장 장거리 공대공 미사일은 PL-12로서, 유효사거리가 100 km를 넘는다고 알려져 있다. 당초 70 km라고 알려져 있었다. 러시아의 시커기술, 이스라엘 더비 미사일의 기술을 도입하여 개발했다. FC-1(12톤)과 J-10(19톤)에 탑재한다.

## 남·북한 관련
2010년 5월, 조선민주주의인민공화국의 김정일은 해당 전투기를 자국의 주력기로 사용하길 원했다. 그는 중화인민공화국에 전투기 무상제공을 요청하였다. 그러나 후진타오 주석은 이를 거절하였다.
2011년 7월 16일, 대한민국의 김관진 국방장관이 전 세계 최초로 J-10 기지를 방문했다. 대한민국 국방부는 "량광례 중국 국방부장은 지난 15일 한ㆍ중 국방장관회담 후 만찬에서 J-10 기지는 어느 나라에도 공개하지 않았다고 했다"면서 "중국군이 김 장관을 비롯한 우리측 대표단에 이를 공개한 것은 양국 군당국 간 교류협력 확대의지를 과시한 것"이라고 말했다.

## 레이다 탐지거리
J-10A 전투기의 레이다 탐지거리는 80km다.(목표물의 크기가 5m2일 경우) J-10A는 펄스 도플러 레이다이지만, J-10B는 KLJ-5A AESA 레이더를 탑재했다. 이는 RCS 5m^2 크기 항공기를 150km 이상 거리에서 탐지할 수 있는 레이더이다.

## 사고기록
2011년 10월 10일, 중국신문사는 젠-10B가 시험비행중에 추락했다는 소문은 네티즌이 지어낸 "완전한 유언비어"라고 보도했다. 젠-10B 전투기는 중국 공군이 그동안 써왔던 러시아제 AL-31FN 엔진 대신 자국산 타이항(太行) 엔진을 탑재했다.
2014년 11월 15일, 쓰촨성 청두시 주거지역에 전투기가 추락했다. 최소 7명의 주민이 중경상 또는 사망한 것으로 전해졌다. 중 SNS 사진이 젠-10B 같다고 현지 보도되었다.
2015년 10월 12일, 랴오닝성 선양에서 젠-10 전투기가 추락했다고 CCTV가 보도했다. 야간비행 훈련 중이던 조종사가 추락 35초 전까지 조종하며 민가 지역을 벗어난 뒤 사출 버튼을 눌러 탈출했다. 정확한 일시는 보도되지 않았다.
2015년 12월 17일 오후 5시 30분, 동해함대 항공부대 소속 젠-10 전투기 한대가 저장성 타이저우(臺州)시 저궈(澤國)진에서 추락했다. 2명의 조종사는 탈출에 성공했다. 중국 언론은 러시아산 엔진에 문제가 생겼다고 추측했다.
2016년 5월 11일 오후 7시 30분, 동해함대 항공부대 소속 전투기 한대가 저장성 타이저우(臺州) 부근 재봉틀 공장 지역에 떨어져 일부 건물이 훼손됐다. 기종은 알려지지 않았다.

## 파키스탄
중화는 J-10을 개량한 J-10C 전투기를 제조했다. 사거리 200km PL-15 미사일을 사용할 수 있다고 중화측에서 주장하고 있으나, 중화의 주장이 사실이라면, 예산을 허투루 쓴게 아니라면 전투기에 내장된 에이사 레이더는 200km에 필적한 레이더 탐지거리를 갖고 있으며, 사거리를 활용할 수가 있어야 한다. 탐지거리도 F-15K처럼 같은 대형 크기의 레이더에 잡히기 쉬운 F-15K를 표적 기준으로 삼아 200km를 넘는 것이 아닌, 현대 전장에 걸맞는 소형기 기준이어야 한다. 미 공군 'F-15EX 프로그램'도 소형 표적을 280km 넘는 거리에서 탐지가 가능하며, 2020년대 이후로 세계 무대에 배치될 200km 사거리의 미사일 시대의 경쟁에 대비가 돼 있다. 파키스탄은 인도의 라팔 전투기에 대항하기 위해 중국제 수출형 전투기 J-10CE를 50대 구매했다는 보도가 나왔다. 이 보도가 사실일 경우, 파키스탄은 50대의 4.5세대 전투기를 확보한다.

## 제원 (J-10A)

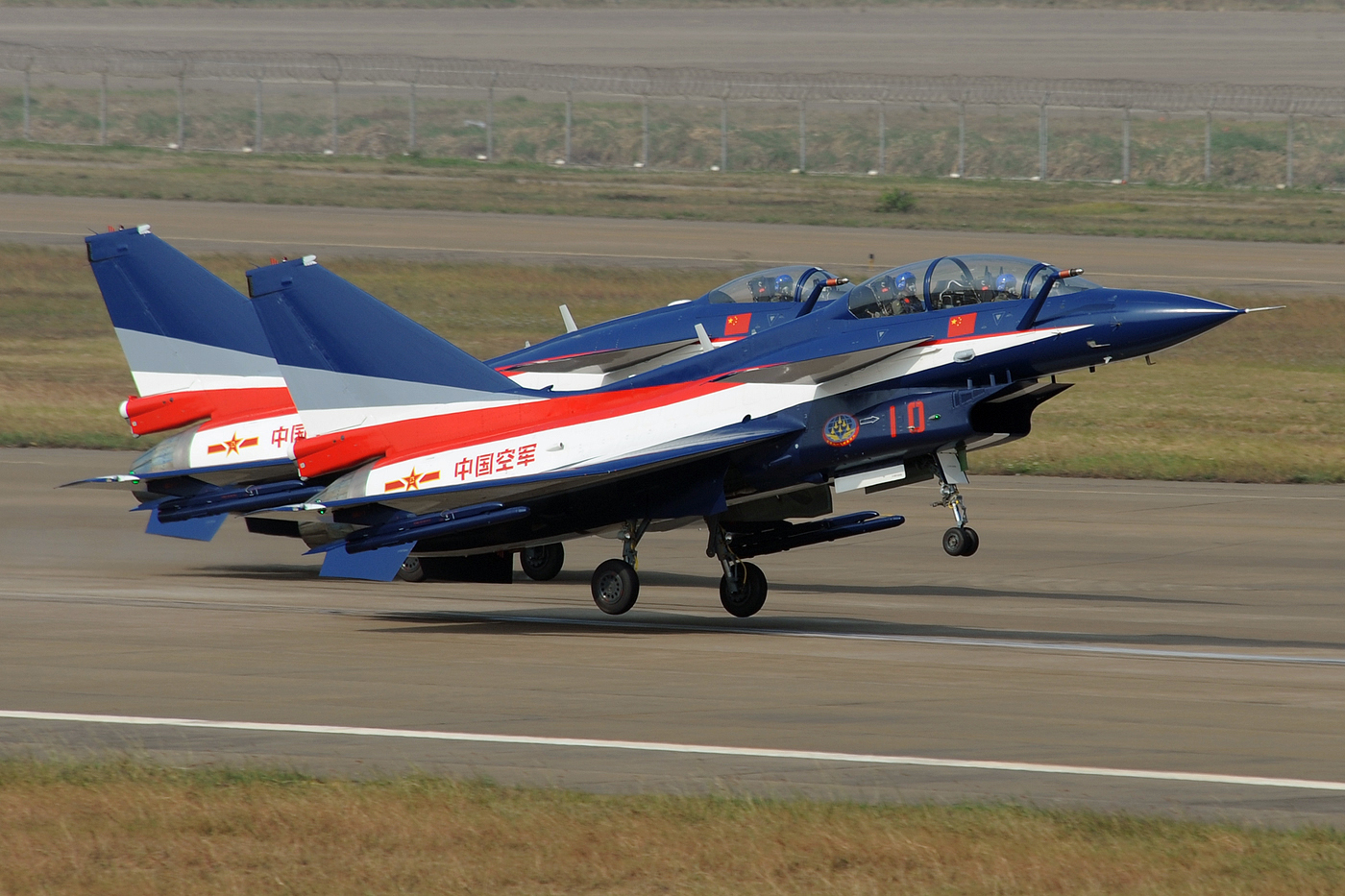
J-10SY of the August 1st aerobatics team

일반 특성
- 승무원: 1
- 길이: 15.49 m (50.82 ft)
- 날개폭: 9.75 m (31.99 ft)
- 높이: 5.43 m (17.81 ft)
- 날개면적: 39 m² (356.3 ft²)
- 공허중량: 9,750 kg (21,495 lb[14])
- 탑재중량: 12,400 kg (28,600 lb)
- 유효탑재량: 6,000 kg[14] (13,200lb)
- 최대이륙중량: 19,277 kg[14] (42,500 lb)
- 엔진: 1× 러시아산 Saturn-Lyulka AL-31FN 또는 중국산 WS-10A turbofan
  - 최대추력: 79.43 kN / 89.17 kN (17,860 lbf / 19,000 lbf)
  - 재연소시추력: 125 kN / 130 kN (27,999 lbf / 29,000 lbf)

성능
- 최대속도: Mach 2.2 at altitude,[15][16] Mach 1.2 at sea level
- 전투행동반경: 550 km[14] (342 mi)
- 최대항속거리: 1,850 km[14] (1,150 mi)
- 상승한도: 18,000 m[14] (59,055 ft)
- 날개하중: 381 kg/m² (78 lb/ft²)
- 추력대중량비: 1.15 (with AL-31FN3); 1.16 (with WS-10B)

- Maximum g-load: +9/–3 g

무장
- 기관포: 1× Gryazev-Shipunov GSh-23
- 무기장착점: 11 in total (6× under-wing, 5× under-fuselage) 7,000 kg (15,400 lb) external fuel and ordnance,
- 로켓: 90 mm unguided rocket pods
- 미사일: 

  - 공대공 미사일: PL-8, PL-9, PL-11, PL-12
  - 공대지 미사일: PJ-9, YJ-9K
- 폭탄: 
레이저 유도 폭탄: (LT-2)
활강 폭탄: (LS-6, GB3, GB2A, GB3A)
GPS 유도 폭탄: (FT-1)
무유도 폭탄: 250 kg, 500 kg
- 기타:
  - 3× 외부연료탱크 (1× 동체하부, 2× 날개하부)

항공전자장비
- Type 1473H 펄스-도플러 화력통제레이다
- 외부장착 항법포드:
  - Type Hongguang-I IRST 포드
  - BM/KG300G 재밍 포드
  - KZ900 전자 정찰 포드
  - Blue Sky 내비게이션 포드
  - FILAT FLIR와 레이저 지시기 포드

## 같이 보기
- FC-1
- IAI 라비
- 다소 미라주 2000
- 맥도널 더글러스 F/A-18 호넷
- 미코얀 MiG-29
- 제너럴 다이내믹스 F-16 파이팅 팰컨
- 미쓰비시 F-2